# Janus Dissing Rathke
Janus Dissing Rathke, född den 25 juli 1991, är en dansk skådespelare, som fick sitt genombrott i Niels Arden Oplevs Drømmen, där han bland annat spelade tillsammans med Anders W. Berthelsen och Bent Mejding i rollen som Fritz.